# 水母雪兔子
水母雪兔子（学名：Saussurea medusa）为菊科风毛菊属的植物。分布于克什米尔以及中国大陆的四川、西藏、甘肃、云南、青海等地，生长于海拔3,000米至5,600米的地区，多生于多砾石山坡或高山流石滩，目前尚未由人工引种栽培。

## 别名
水母雪莲花（中国高等植物图鉴），夏古贝（西藏），杂各尔手把（西藏）

## 外部連結
- 西藏雪蓮 Xi Zang Xue Lian （页面存档备份，存于） 中藥標本數據庫 (香港浸會大學中醫藥學院) （繁體中文）（英文）